# Юри Кодзуката
Юри Кодзуката (яп. 不来方 夕莉 Кодзуката Ю:ри) — персонаж компьютерной игры Project Zero: Maiden of Black Water.

## Описание
Юри — помощница Хисоки Куросавы. Когда Юри была ребёнком, её родители погибли в автокатастрофе, оставив девочку одну. С того момента у неё появилось «шестое чувство», благодаря которому она стала видеть призраков.

## Разработка
Персонаж был создан относительно быстро. Разработчики сделали акцент на одежде персонажа, которая при намокании делает персонажа «сексуальнее». Сама же героиня является комбинацией других персонажей серии.

## Отзывы
С момента выпуска Project Zero: Maiden of Black Water отзывы критиков о Юри были смешанными. Алексу Рей Корриа из GameSpot не впечатлила героиня, поскольку развитие персонажа было слабым. Famitsu раскритиковал наряды Юри, посчитав что они портят атмосферу игры. Eurogamer отметил, что персонаж уступает героям прошлых игр.